# August Tonnar

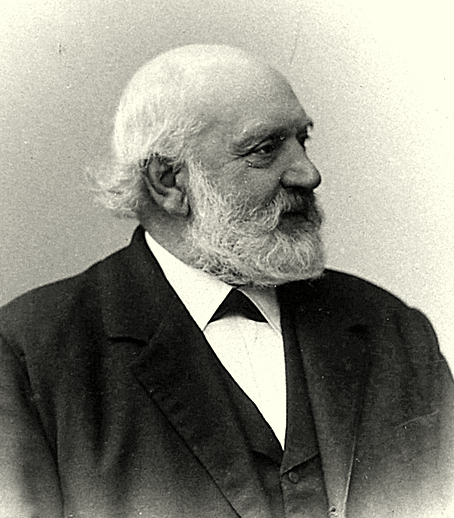
August Tonnar, 75-jährig

August Tonnar (* 27. August 1827 in Eupen; † 24. Mai 1909 ebenda) war ein deutscher Bierbrauer sowie Dialektforscher und Heimatdichter im preußisch verwalteten Eupen.

## Leben und Wirken
August Tonnar war das sechste Kind des Brot- und Obsthändlers Arnold Lambert Tonnar und seiner Ehefrau, Maria Elisabeth, geborene Hoen, sowie Bruder des in Dülken tätigen Ingenieurs und Unternehmers Felix Tonnar (1829–1912). August Tonnar, der durch den frühen Tod seiner Mutter mit sieben Jahren Halbwaise wurde, erlernte nach seinem Schulbesuch das Brauereihandwerk bei verschiedenen Brauereien in Mülheim, Erkelenz und in Bonn. Anschließend ging er von 1848 bis 1849 auf Wanderschaft und vertiefte seine Kenntnisse an großen Brauereien in München, Wien und Budapest sowie in Oberitalien und in der Schweiz.

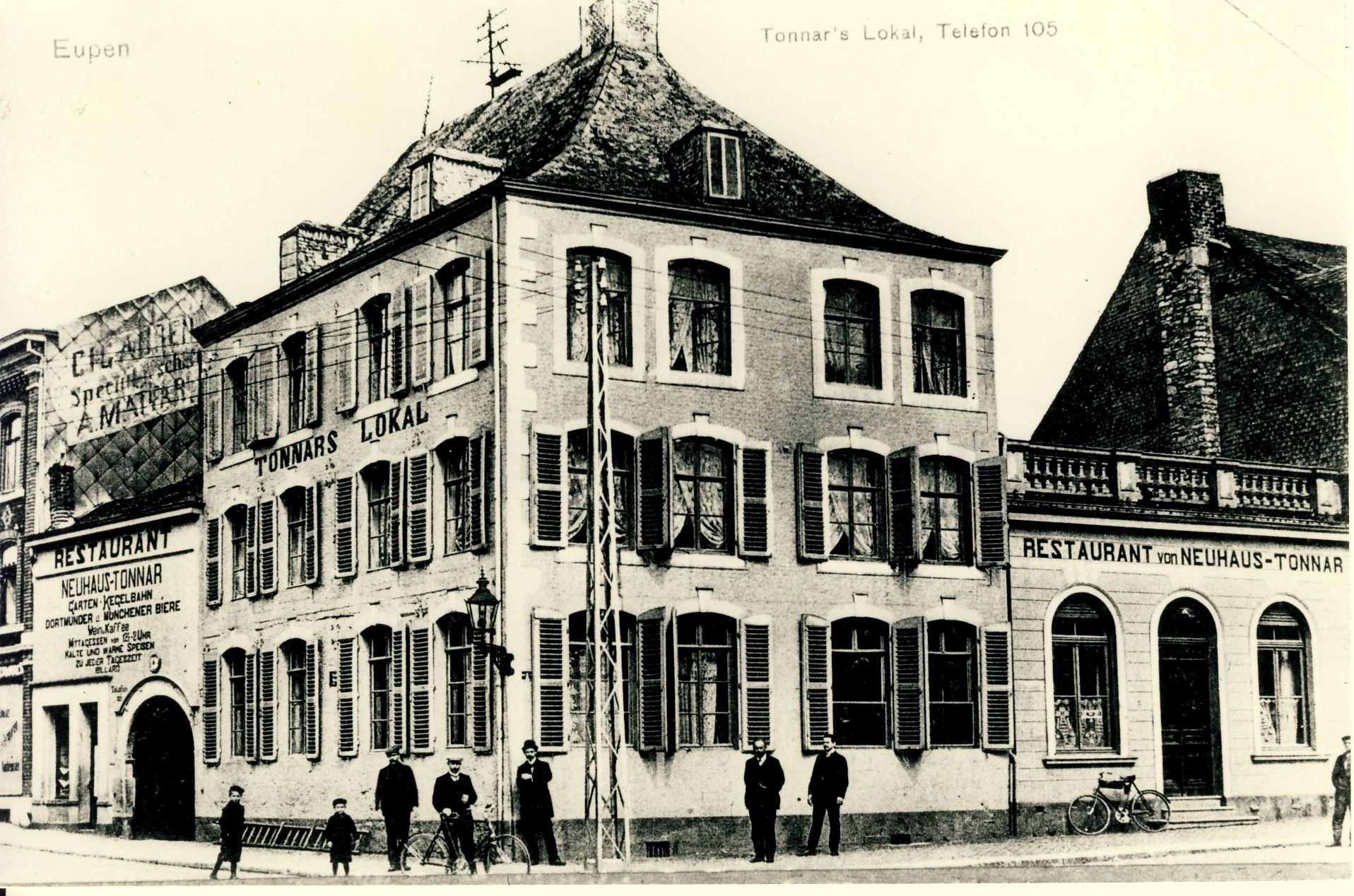
Brauerei und Gaststätte August Tonnar Ecke Hookstraße/Werthplatz um 1900

Nachdem sein Vater 1852 mehrere zusammenhängende Häuser an der Ecke Hookstraße/Werthplatz in Eupen erworben hatte, darunter auch das aus dem 17. Jahrhundert stammende und heute unter Denkmalschutz stehende Haus Werthplatz 2, später Haus Tonnar genannt, richtete August Tonnar dort zunächst eine eigene Brauerei mit einer kleinen Gaststätte ein. Bereits zwei Jahre später erweiterte er den Betrieb um ein größeres Restaurant im gleichen Gebäudekomplex, genannt „Harmonie“, mit Gartensaal, Billardsaal und Kegelbahn sowie um eine Kleinkunstbühne für Musik- und Unterhaltungsabende. Auftritte von lokalen Ensembles und internationalen Gästen, beispielsweise aus dem Zillertal und der Steiermark, machten Tonnars Lokal zu einem Kulturzentrum für Eupen.
Ab 1859 verpachtete Tonnar sein Restaurant und widmete sich vorrangig seiner Brauerei und der Entwicklung neuer Brauereimaschinen. Zwei Jahre später gelang ihm der Durchbruch und er erhielt in England, in Preußen und mehreren anderen deutschen Staaten, darunter am 25. Juli 1861 durch den König von Bayern, Maximilian II. Joseph, das Patent für eine neue von ihm entwickelte Malzdarr- und Reinigungsmaschine. Die Maschinenfabrik Breslau erhielt daraufhin von Tonnar die Rechte, 60 Maschinen dieses Typs anzufertigen, wobei die erste an die Brauerei Sedlmayr in München, das heutige Spatenbräu, ausgeliefert wurde. Der bestens laufenden eigenen Brauerei fügte er später, im Jahr 1881, eine Kaffeerösterei hinzu.
Im Jahr 1867 übernahm Tonnar die Leitung seines Restaurantbetriebes wieder selber und erweiterte den Komplex um einen großen Festsaal. Jetzt konnte er im wöchentlichen Rhythmus größere Musik- und Theaterensembles aufbieten, darunter neben ortsansässigen Gruppen mehrfach auch das Opern- und Schauspiel-Ensemble des Theater Aachens und das Musikcorps des Infanterie-Regiments „von Goeben“ (2. Rheinisches) Nr. 28. Darüber hinaus stellte Tonnar seinen Festsaal als eine Art „Volkshochschule des 19. Jahrhunderts“ für seine Eupener Bevölkerung zur Verfügung und organisierte Vorträge von namhaften Professoren und Dozenten zu aktuellen Themen der Zeit. Höhepunkt seiner Arrangements war 1885 der Auftritt einer Abordnung des Zirkus Sanger & Barnum, der seine Zelte auf der Festwiese hinter dem Gartensaal aufschlug.
Bereits ab 1870 begann Tonnar damit, selber Theaterstücke, Texte, Gedichte, Lieder und Couplets zu schreiben und sie in seinem Saal aufführen zu lassen. Mehr als 150 Einzelwerke kamen in den folgenden Jahrzehnten zusammen, darunter am bekanntesten das Drama in fünf Aufzügen Das Ende der Herrschaft Stockem. Nachdem er im April 1898 seine gesamten Unternehmen an Matthias Joisten übertragen hatte, zwecks späterer Übernahme ab 1908 durch Tonnars Schwiegersohn Ferdinand Neuhaus, widmete sich August Tonnar verstärkt dem Studium des Eupener Dialekts und brachte 1899 zusammen mit Wilhelm Evers das Wörterbuch der Eupener Sprache mit rund 6.000 Stichwörtern in Platt-Hochdeutsch heraus. 2013 kam es durch Siegfried Theissen mit dem Werk Neues Wörterbuch der Eupener Mundart zu einer Neuauflage dieses Werkes mit mittlerweile 10.000 Stichwörtern, diesmal zusätzlich auch in Hochdeutsch-Platt. In den Jahren 1900 und 1902 brachte Tonnar in zwei Bänden noch die gebundenen Ausgaben seiner gesammelten und selbst getexteten Lieder und Gedichte im Eupener Platt heraus.
Bis kurz vor seinem Tod am 24. Mai 1909 nahm August Tonnar noch am gesellschaftlichen Leben Eupens teil. Er war seit 1865 verheiratet mit Sabine Zervais (* 1834), mit der er die Töchter Sabine (* 1866) und Juliane (* 1868) bekam.
August Tonnar gehörte zahlreichen Vereinen und Verbänden Eupens an, darunter dem Gewerbeverein und als Ehrenmitglied dem Eupener Turnverein und der Eupener Liedertafel.

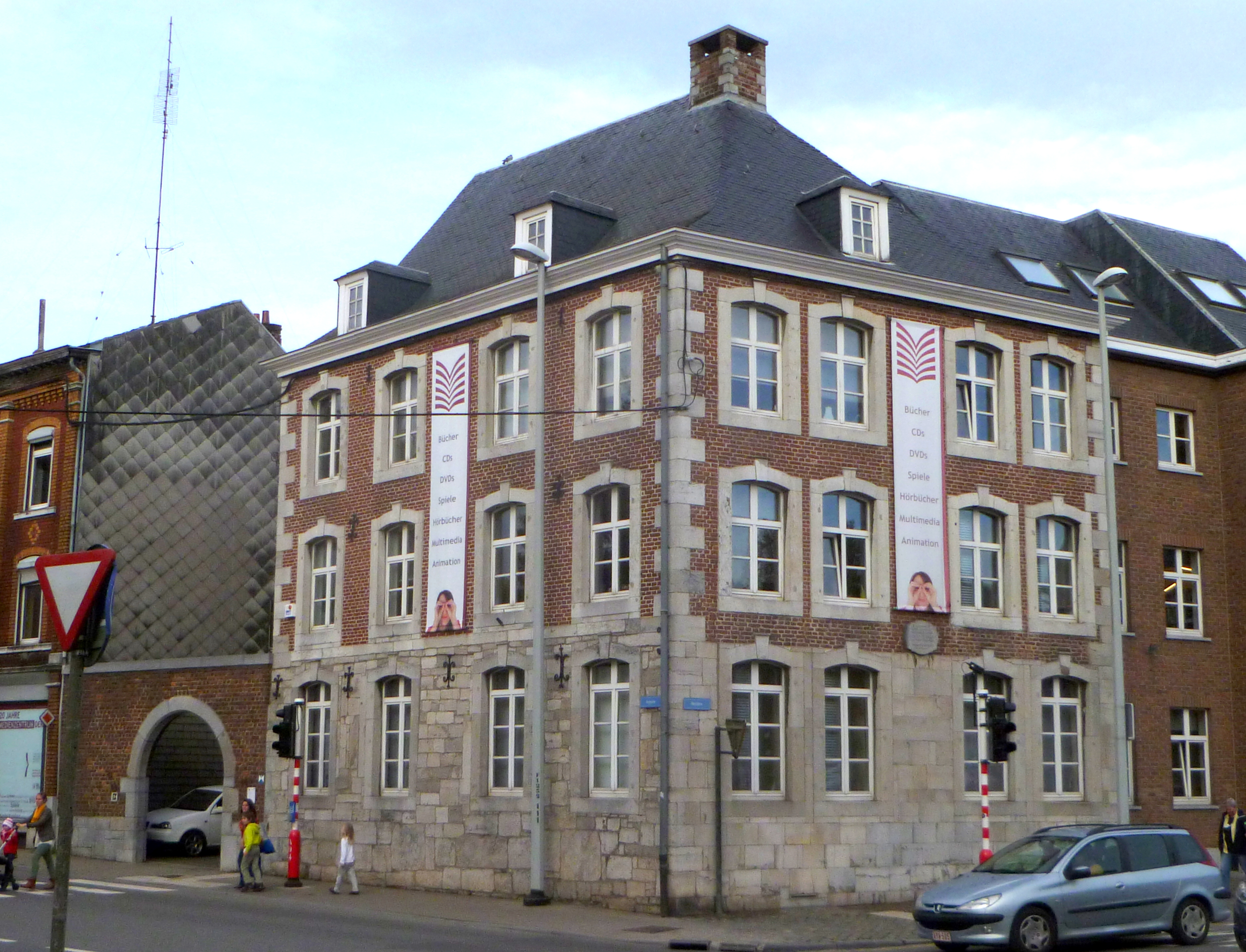
August-Tonnar-Stammhaus, Eupen

Nach August Tonnar wurde in Eupen eine Straße benannt sowie das alte Stammhaus am Werthplatz und das im Jahr 2000 in dessen Anbau eingerichtete Einkaufszentrum, heute in Eupen Plaza umbenannt. Darüber hinaus gedenkt die Stadt Eupen seiner mit der August-Tonnar-Plakette, mit der Persönlichkeiten geehrt werden, die sich um das lokale und kulturelle Leben verdient gemacht haben. Darüber hinaus wurden anlässlich seines 100. Todestages zahlreiche Werke Tonnars vom Sender BRF aufgeführt und ausgestrahlt. Ebenso wurde bei der 800-Jahr-Feier Eupens im Jahr 2013 im Sender BRF neben vielen anderen auch an August Tonnar erinnert und zum Abschluss der Feierlichkeiten sein Theaterstück „Mejspektakel öm 1820“ aufgeführt.

## Theaterstücke
- Im Biwak von Metz, Theaterstück, Eupen 1870
- Die Verlobungen in der Cisterne, Lustspiel, Eupen 1871
- Die 25er im Elsass, Schauspiel, Eupen 1873
- En Mejnaht än Öüpen ä fröügere Tiet, Lokalposse, Eupen 1881
- Das Ende der Herrschaft Stockem. Ein vaterstädtisches Drama in 5 Aufzügen, Als Buch erschienen 1889. Erstaufführungen in Eupen am 13., 20. und 27. März 1898

## Schriften (Auswahl)
- August Tonnar und Wilhelm Evers: Wörterbuch der Eupener Sprache. Mit sprachvergleichenden Worterklärungen von Wilhelm Altenburg, Erstausgabe Carl Braselmann, Eupen 1899, Neudruck M. Sändig, Wiesbaden 1970, ISBN 3-500-21610-2.
- Leddchere änn Vertellchere än Öüpender Dötsch, Carl Braselmann, Eupen 1900.
- Gedechte än Öupender Dötsch, Carl Braselmann, Eupen 1902.